# Rivière Sacacomie
La rivière Sacacomie est un plan d'eau de la municipalité de Saint-Alexis-des-Monts, dans la municipalité régionale de comté (MRC) de Maskinongé, dans la région administrative de la Mauricie, au Québec, au Canada.
La rivière Sacacomie coule surtout en milieu forestier ; la zone agricole est traversée seulement pour la partie inférieure de la rivière. Autour de la rivière, la villégiature est répandue surtout à la source de la rivière sur la rive est du lac Sacacomie ; quelques dizaines d'autres chalets sont éparparpillés le long du parcours de la rivière.

## Géographie
Longue de 8,4 km, la rivière Sacacomie prend sa source au lac Sacacomie (altitude : 273 m) lequel est situé au sud du territoire de la Réserve faunique Mastigouche.
À partir du barrage à l'embouchure du lac Sacacomie situé sur la rive est de la rivière Sacacomie, le courant coule sur :
- 320 m vers le sud-est jusqu'à un lac sans nom (longueur : 540 m ; altitude : 260 m) ;
- 460 m vers le sud-est en traversant ce lac sans nom dont l'embouchure est au sud ;
- 3,8 km vers le sud-est jusqu'à la décharge du lac Gauthier (altitude : 289 m) et d'un lac sans nom (altitude : 208 m) ;
- 780 m vers le sud jusqu'à la décharge d'un lac sans nom ;
- 720 m vers le nord-est jusqu'à la décharge du lac du Pic Élevé (altitude : 176 m). Ce lac draine les eaux de lacs en amont, notamment : Ducange, Louise, à Ti-Blanc-Plante ;
- 2,28 km vers le sud-est jusqu'à la rive nord-ouest du lac Saint-Alexis (longueur : 1,6 km ; altitude : 167 m). Ce lac est situé au village de Saint-Alexis-des-Monts[2].

## Toponymie
Le toponyme rivière Sacacomie a été officialisé le 5 décembre 1968 à la Banque des noms de lieux de la Commission de toponymie du Québec.